# 성동공업고등학교
성동공업고등학교(城東工業高等學校)는 대한민국 서울특별시 중구 흥인동에 있는 공립 고등학교이다.

## 학교 연혁
- 1937년 5월 21일 : 경성공립전수학교 개교(2년제)
- 1944년 4월 1일 : 성동공업학교로 개편(2년제)
- 1946년 9월 1일 : 신 학제에 따라 성동공립중학교로 개편(2년제)
- 1946년 10월 16일 : 가교사에서 현교사로 이전
- 1951년 9월 1일 : 성동공업고등학교와 광희중학교로 개편
- 1968년 10월 1일 : 학제 개편에 따라 성동공업고등학교, 광희중학교로 분리
- 1975년 3월 1일 : 성동기계공업고등학교로 교명 개칭
- 2000년 8월 25일 : 학과명 및 전학과 남.여공학 학칙변경(컴퓨터응용기계공작과, 컴퓨터응용특수기계과, 금형디자인과, 재료정보과, 컴퓨터제어과)
- 2005년 3월 1일 : 성동공업고등학교로 교명 환원
- 2006년 12월 12일 : 신축 교사동(창조관) 준공
- 2008년 3월 1일 : 군특성화학과 운영(컴퓨터응용기계과, 시스템전기전자과, 2010년 전자기계과)
- 2009년 11월 27일 : 공업경영인양성 특성화고등학교 지정
- 2010년 2월 25일 : 신축 교사동(미래관) 준공
- 2016년 5월 10일 : 학과개편 산업설비과 신설
- 2019년 3월 1일 : 제25대 이하교 교장 취임
- 2022년 1월 5일 : 제71회 졸업식(졸업생 280명, 누계 41,775명)
- 2022년 3월 2일 : 제74회 입학식(7학과 9학급, 입학생 128명)

## 설치 학과
- 전기과
- 전자과
- 도시건축디자인과
- 패션주얼리디자인과
- 스마트팩토리과
- 소방시설관리과
- 소방안전기계과

## 참고 자료
- 성동공업고등학교 - 한국교육학술정보원 학교알리미